# Acrania (banda británica)
Acrania  es una banda británica de deathcore que fue formada por dos exmiembros de Hideous Miscreation y Thrown To Belial, Luke Griffin y Jake Hadley.
La banda ha ganado mucha popularidad en la escena del brutal deathcore. La banda cuenta con un álbum de estudio, dos EP y un split con la banda Blue Waffle de California.
Las canciones de la banda hablan de temas políticos y críticas sociales, y la banda describe su estilo como "politicore".  Debido al estilo vocal del vocalista de Luke Griffin conocido como pig squeal, la banda se le suele asociar con el término "bree", que es el sonido del pig squeal de Luke Griffin. La banda se separó oficialmente el 12 de julio de 2015.
El 12 de febrero de 2017 tocaron un show final tocando el EP The Beginning Of The End en su totalidad, pero al final acabaron volviendo los miembros originales de la banda (Luke, Jack y Jake) y grabaron el EP Tyrannical Hierarchy: Vol 1, que fue lanzado en noviembre de 2018.

## Discografía

### Álbumes de estudio
- Totalitarian Dystopia (2014)

### EP
- Galactic Infections (con Blue Waffle) (2012)
- The Beginning Of The End (2013)
- Tyrannical Hierarchy: Vol 1 (2018)

+ Societal Lobotomisation (con Vulvodynia) (2021)

### Sencillos
- A Trophy of Corporate Disfigurement (2012)

## Miembros

### Presentes
- Luke Griffin - voz (2012-2015, 2017-presente)
- Jack Simmons - guitarra (2012-2015, 2017-presente); bajo (2013-2014, 2014-2015)
- Jake Hadley - batería (2012-2015, 2017-presente)

### Pasados
Voz
- Tobias Winter (2012)

Guitarra
- Will Shaw (2012)
- Will Thomson (2012)
- Eddie Pickard (2013)
- Sam Baker - guitarra (2015, 2017)
- Ben Sutherland (2015, 2017)

Bajo
- Sam Bonnet (2012-2013)
- Harjit Saimbhi (2014)

Batería
- Doug Robertson (2012)

### En vivo
- Dan Cooke - bajo (2013-2014)
- Ben Sutherland - bajo (2014-2015)